# Aaron Xuereb
Aaron Xuereb (* 3. Oktober 1979) ist ein ehemaliger maltesischer Fußballspieler.
Er begann seine Karriere in der Maltese Premier League beim FC Floriana. Nach zwei wenig erfolgreichen Spielzeiten wechselte er zum Hibernians Paola, wo er Stammspieler wurde und mehrere Meistertitel und Pokalsiege gewann. Im Jahr 2012 beendete er seine Karriere. Für die Nationalmannschaft Maltas bestritt er in den Jahren 2007 und 2008 insgesamt sechs Länderspiele.

## Erfolge
- Maltesischer Meister: 2002, 2009
- Maltesischer Pokalsieger: 2006, 2007, 2012